# 初選
初選（英語：primary election），也稱党内預備選舉或预选，是各政黨用来決定选举提名人的一个过程。換句話說，初選是為選出候選人的權限而進行的预备性選舉。初选结束后，政党會正式确定本党大选候选人。随后党内则团结支持該候选人。
在世界其它地方，由於全世界大多數政黨都是剛性政黨，候選人的提名通常是政黨的責任，而非由公家機關辦理選舉，一般由黨內進行民調，最終進行提名，參選人經由黨提名後報名，正式成為候選人。

## 美國
初選在美國極為盛行，它在此處的起源可追溯至進步主義運動，美國總統選舉自1920年代由選民投選黨代表，再由黨代表選舉候選人，候選人必须獲得足夠的黨代表票才獲得提名。不過，早期並非在全國所有州分皆會舉行初選。有見於1968年美國總統選舉提名程序的混亂及嚴重衝突，民主黨和共和黨分別在1972年及1976年正式在所有州分均會舉行初選。初選結束後，兩黨各自召开全国代表大会，黨代表以投票方式（投票只具象徵意義，因為黨代表一般會按初選結果投票）正式提名總統候選人。

### 分類
美國的初選主要分以下類型：
- 封閉式：投票人必須是該政黨註冊黨員，才可參與政黨初選投票。無黨者（獨立人士、無政黨意向或無註冊為政黨成員的人）不得參與。
- 半封閉式：如同封閉式，僅限民主黨和共和黨註冊黨員能在各自政黨投票，不過半封閉式容許無黨者參與，依所處之州不同，無黨者或是在投票篷內私下決定要參與的政黨初選，或是在限期前登記為該黨選民。
- 開放式：投票人可在任意政黨初選投票，不受他或她所屬政黨限制，投票人在投票日自由選擇要參與的政黨初選。因為此制度的開放性質，可能會發生「略奪」行為，「略奪」意指某政黨的支持者越界參與另一政黨的初選，雖未有案例顯示這曾成功，理論上是投票支持敵對政黨最弱的候選人以為自己政黨在大選取得優勢。惟主要作用是增加參與該黨的投票人數。
- 半開放式：投票人可在任意一個初選投票，但必須在進投票篷前公開宣告要參與的初選，通常此宣告是由索取選票來達成。在許多採用半開放式初選的州，選務人員會記錄每個投票人所選擇的政黨並容許政黨調閱此資訊。
- 綜合式：已不再使用，除了路易西安納州使用一修改版本。此制度容許投票人為一個職位選擇一個候選人，不受候選人所屬政黨限制。
- 二輪決選制：初選選票不限於單一政黨，得票最高的兩位候選人前往大選不論所屬政黨。（決選制與初選不同處在第二輪僅當未有候選人在第一輪贏得過半數時才須要。）

一些州採用混合制度，在西維吉尼亞州，共和黨的初選對無黨者（Independents）及獨立人士開放，而民主黨的初選是封閉式（只容許民主黨人參與）。不過，自2007年4月1日，西維吉尼亞民主黨也開放了初選與無黨者參與。

### 無黨派人士的初選
初選也可用在黨派選舉以減少大選候選者人數（資格初選）。通常通過初選的候選人人數是所競爭職位的兩倍，所以一個單職位選舉初選會容許最高票的兩位候選人參與後續大選。
當資格初選併於黨派選舉，就成為通稱路易西安納州初選：若未有候選人在初選贏得過半數，最高票的兩位候選人，無論黨派，前往大選進行第二輪選舉，這經常有消滅小黨參與大選的作用，並常使大選成為單一政黨選舉。不同於最高票制度，決選制符合康多塞輸家原則，因最終獲勝的候選人在單對單不會輸給任一其他候選人。
在選舉所使用的投票制度須要考量戰略提名時，初選可能是避免「克隆」候選人因相似而分散選區選票的重要制度，初選使政黨可挑選並團結在一候選人之後。

### 總統初選
在美國，艾奥瓦州和新罕布夏州每四年即會吸引國内高度關注。因為此两處分别是舉辦首个政党黨團会议和舉行初选的州。初选选情經常（雖非總是）使候選人得到贏得提名的衝力。同時亦可以篩走支持度較弱的候選人。一旦候選人在兩州皆落敗且得票低

#### 各州初選制度
| 州名         | 主要類型 | 備註                                                                        |
| ------------ | -------- | --------------------------------------------------------------------------- |
| 阿拉巴馬州   | 開放式   |                                                                             |
| 阿拉斯加州   | 其他     | 四或五個註冊政黨採用綜合式初選，共和黨採用封閉式初選。                      |
| 亞利桑那州   | 開放式   |                                                                             |
| 阿肯色斯州   | 開放式   | 投票人必須在同一政黨初選決選投票。                                          |
| 加州         | 半開放式 |                                                                             |
| 科羅拉多州   | 封閉式   |                                                                             |
| 康乃迪克州   | 封閉式   |                                                                             |
| 德拉威州     | 封閉式   |                                                                             |
| 哥倫比亞特區 | 封閉式   |                                                                             |
| 佛羅里達州   | 封閉式   |                                                                             |
| 喬治亞州     | 半開放式 | 投票人必須在同一政黨初選決選投票。                                          |
| 夏威夷州     | 開放式   |                                                                             |
| 愛達荷州     | 開放式   |                                                                             |
| 伊利諾州     | 其他     | 必須和前次初選所投相同政黨，未嚴格執行。                                    |
| 印第安納州   | 半開放式 |                                                                             |
| 愛荷華州     | 其他     | 投票人可在投票時更改註冊。                                                  |
| 堪薩斯州     | 封閉式   |                                                                             |
| 肯塔基州     | 封閉式   |                                                                             |
| 路易斯安那州 | 其他     | 實際上是開放式二輪決選制（cajun primary），2006年後國會競選改用封閉式初選。 |
| 緬因州       | 封閉式   |                                                                             |
| 馬里蘭州     | 封閉式   |                                                                             |
| 麻薩諸塞州   | 封閉式   |                                                                             |
| 密西根州     | 開放式   |                                                                             |
| 明尼蘇達州   | 開放式   |                                                                             |
| 密西西比州   | 開放式   |                                                                             |
| 密蘇里州     | 開放式   |                                                                             |
| 蒙大拿州     | 開放式   |                                                                             |
| 內布拉斯加州 | 封閉式   |                                                                             |
| 內華達州     | 封閉式   |                                                                             |
| 新罕布夏州   | 封閉式   |                                                                             |
| 新澤西州     | 封閉式   |                                                                             |
| 新墨西哥州   | 封閉式   |                                                                             |
| 紐約州       | 封閉式   |                                                                             |
| 北卡羅來納州 | 封閉式   |                                                                             |
| 北達科他州   | 開放式   |                                                                             |
| 俄亥俄州     | 其他     | 必須和前次初選所投相同政黨，未嚴格執行。                                    |
| 俄克拉荷馬州 | 封閉式   |                                                                             |
| 奧勒崗州     | 封閉式   |                                                                             |
| 賓夕法尼亞州 | 封閉式   |                                                                             |
| 羅德島州     | 封閉式   |                                                                             |
| 南卡羅來納州 | 開放式   | 投票人必須在同一政黨初選決選投票。                                          |
| 南達科他州   | 封閉式   |                                                                             |
| 田納西州     | 開放式   |                                                                             |
| 德州         | 開放式   | 投票人必須在同一政黨初選決選投票。                                          |
| 猶他州       | 封閉式   | 目前僅有共和黨封閉式初選。                                                  |
| 佛蒙特州     | 開放式   |                                                                             |
| 維吉尼亞州   | 開放式   |                                                                             |
| 華盛頓州     | 開放式   |                                                                             |
| 西維吉尼亞州 | 封閉式   | 目前僅有民主黨封閉式初選。                                                  |
| 威斯康辛州   | 開放式   |                                                                             |
| 懷俄明州     | 封閉式   |                                                                             |

#### 利弊
從選民方面考量，對於小黨和獨立選民容許的參與程度幾乎完全視他們州初選制度屬於上述那一分類而定，顯然，開放和半開放式制度對此類投票人有利，因在此模式他們可每年選擇要投的初選。在封閉式初選制度，完全獨立選民，在所有可行方式，被拒於過程外。
此分類更進一步影響初選和選舉委員與選務人員的關係，越開放的系統，越可能發生掠奪，或說投票人去其他黨的初選投票以期選出較弱的對手參與大選。掠奪被證實會對政黨間的關係製造緊張，因認為被制度欺詐，並煩擾試圖使制度順利運行的選務人員。
也許此分類系統對初選的影響是在候選人身上，一個制度是開放或封閉式支配著候選人的競選方式。在封閉式制度，從一個候選人得到資格到初選日，他必須迎合強大黨員，其常是傾向意識型態光譜的極端，另一方面，此候選人在大選必須移向中間以期奪得最高票。

## 優點及缺點

### 協調
初選可讓政黨內部不同政治光譜的人只要達到某個百分比的支持度皆有參與的機會，但黨內最終只會提名一個候選人參選。黨內根據民主程序舉辦初選，初選勝出的人將會代表參選及獲得政黨提名。落敗的候選人一般會接受黨內的協調，並在之後為政黨提名的候選人助選。亦可能獲得副手職位或其他顯要的機會。

### 政黨政治
政黨的初選可以說是政黨提名的關鍵步驟，為了穩固選舉制度的穩定運作，政黨提名的意義對政黨政治有相當的影響力。

### 候選人與政黨的關係
初選只對大政黨有利及起一定作用，並且對獲提名的候選人有一定的約束，因為候選人獲得該政黨提名後，其政綱及立場不能夠與提名其的政黨有偏離。因此，部分選民只會考慮及認知候選人是代表那個政黨，未必會考慮候選人的質素及能力。此外，一旦政黨內部的初選結果讓候選人不服，候選人可能脫離該政黨獨立參選，造成分裂局面，使得選舉結果出現問題等，進而造成政黨無法贏得選舉的問題。另外可能初選到中途，部分候選人就放棄參與，造成提前得到初選結果以致不公平等。

## 註解
1. ↑  .   [2007-12-02]. （原始内容存档于2007-11-29）.